# Frederik Marcus Knuth (Botaniker)

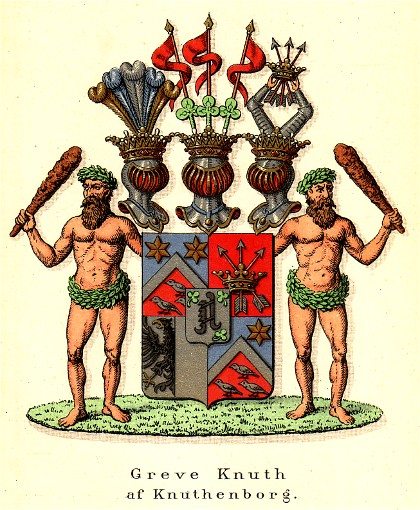
Wappen des Hauses Knuth-Knuthenborg

Lehnsgraf Frederik Marcus Knuth-Knuthenborg (* 5. Mai 1904 auf Knuthenborg; † 14. Juni 1970) war ein dänischer Taxonom der Biologie und, qua Geburt, Lehnsgraf von Knuthenborg. Er war einer der führenden Politiker der DNSAP.

## Leben
Knuth wurde 1904 als Sohn des Gutsherrn Eggert Christoffer Knuth und der sozialdemokratischen Politikerin Sylvia Pio in das mecklenburgisch-dänische Adelshaus Knuth geboren. Die Ehe wurde acht Jahre nach Frederik Marcus’ Geburt geschieden. Er absolvierte die Katedralskole in Roskilde und studierte kooperative Landwirtschaft in der Sowjetunion. 1925 übernahm er als Lehnsgraf die Grafschaft Knuthenborg, die im folgenden Jahre aufgelöst wurde. Knuth war Protektor des Lolland-Falsters-Stiftsmuseums.
Am 22. April 1934 trat Knuth in die DNSAP ein, seine Frau folgte ein Jahr später am 8. April. Er wurde Arbeitsführer („sysselleder“) der Partei auf Lolland, trat aber 1941 aus. Die dänische Polizei hörte sein Telefon zu Beginn der Besatzung ab, und Knuth wurde nach dem Krieg aufgrund seiner Aktivitäten eingesperrt.
1969 wurde Knuthenborg von Knuths Sohn Adam Wilhelm Josef, entgegen den Wünschen seines Vaters, in einen Safaripark verwandelt.

## Taxonomie
Knuth befasste sich als Privatgelehrter mit der Systematik der Kakteen. Sein botanisches Autorenkürzel lautet „F.M.Knuth“. Im gemeinsam mit Curt Backeberg verfassten, 1936 erschienenen Kaktus-ABC stellte er zahlreiche Kakteenarten in andere Gattungen; unter anderem erhob er die bisherige Untergattung Cylindropuntia zur Gattung.

## Ehe und Nachkommen
Am 5. Juni 1925 heiratete Knuth Christa Theodora Marie Nanna Lund, Tochter von C.Th. Lund und Theodora Lund, (1900–1971) in der Kopenhagener Ordrup Kirke. Mit ihr zeugte er drei Kinder:
- Graf Eggert Christopher Frans Christian (* 2. Februar 1927; † 12. Juli 1931)
- Gräfin Elisabeth Theodora Marie (* 15. September 1930) ⚭ Carl Johan Koch
- Lehnsgraf Adam Wilhelm Josef (* 10. Juli 1933; † 4. Dezember 2013)

Die Ehe wurde am 8. März 1948 geschieden.